# Victorian Football League
La Victorian Football League o Lega di Football australiano del Victoria, precedentemente conosciuta come Associazione di Football Australiano del Victoria (VFA), è la principale lega nello stato del Victoria (senza contare la lega nazionale Australian Football League (AFL), che si è evoluta dalla lega del Victoria e conta 10 dei propri 18 club in Victoria).

Formata nel 1877, subito dopo la nascita di una lega simile in Australia Meridionale (South Australian Football League), è la seconda Lega di Football Australiano per anzianità. Oggi la VFL è una competizione regionale semi-professionistica che ha 14 squadre tutte dello stato del Victoria.

Essa non va confusa con la Lega nazionale (AFL) precedente accennata, che in passato era conosciuta come la Lega di Football Australiano del Victoria (VFL). La quale nacque da una scissione dalla VFA nel 1897 e si è evoluta nella AFL nell'inizio degli anni '90 con l'introduzione di franchigie di altri stati. Per questo motivo ad essa si fa talvolta riferimento come VFL/AFL. Dopo che la VFL/AFL è stata riconosciuta come il campionato nazionale australiano, la VFA ha adottato il nome di VFL dalla stagione 1996. Per tale motivo ad essa si fa riferimento come VFA/VFL.

Molti club della AFL basati a Melbourne sono affiliati con club della VFL e di conseguenza la lega serve parzialmente come campionato delle riserve per la AFL e come competizione per far crescere i giovani talenti. La AFL sostiene economicamente la VFL con circa 16 milioni di dollari australiani all'anno ed ha ufficialmente imposto il proprio nome alla lega: AFL-Victoria.

## Squadre

### Squadre attuali
| Club                    | Città                 | Campo di gioco                  | Partner AFL                |
| ----------------------- | --------------------- | ------------------------------- | -------------------------- |
| Bendigo Bombers         | Bendigo               | Queen Elizabeth Oval            | Essendon                   |
| Box Hill Hawks          | Box Hill              | Box Hill City Oval              | Hawthorn                   |
| Casey Scorpions         | City of Casey         | Casey Fields, Cranbourne East   | Melbourne                  |
| Coburg Tigers           | Coburg                | Coburg City Oval                | Richmond                   |
| Collingwood Magpies     | Collingwood, Victoria | Visy Park - Jock McHale Stadium | Collingwood                |
| Frankston Dolphins      | Frankston             | Frankston City Oval             | nessuno                    |
| Geelong Cats            | Geelong               | Skilled Stadium                 | Geelong                    |
| North Ballarat Roosters | Ballarat              | AUSTAR Arena                    | North Melbourne (in parte) |
| Northern Bullants       | Preston               | Preston City Oval (NAB Oval)    | Carlton                    |
| Port Melbourne Borough  | Port Melbourne        | TEAC Oval                       | nessuno                    |
| Sandringham Zebras      | Sandringham           | Trevor Barker Beach Oval        | St Kilda                   |
| Werribee Tigers         | Werribee              | Bartercard Oval                 | North Melbourne (in parte) |
| Williamstown Seagulls   | Williamstown          | Burbank Oval                    | Western Bulldogs           |

### Squadre del passato
La VFL ha subito numerosi cambiamenti nel proprio formato fin dalla propria nascita, ciò ha provocato un andirivieni di squadre che hanno lasciato la lega per numerosi fattori nel corso degli anni.
- Albert Park Football Club
- Ballarat Football Club
- Ballarat Imperial Football Club
- Barwon Football Club
- Beechworth Football Club
- Bendigo Diggers (diventati poi Bendigo Bombers)
- Berwick Football Club (Trojans 1983-85 e Gippslanders 1986-87)
- Brighton Football Club (poi Brighton-Caulfield Football Club)
- Brunswick Football Club (poi Brunswick-Broadmeadows Football Club) (Pottery Workers 1897–1908 e Magpies 1909-1990)
- Camberwell Football Club (Tricolors 1926-78 e Cobras 1979-1991)
- Carlton Football Club (passati alla VFL/AFL)
- Castlemaine Football Club
- Caulfield Football Club (Brighton-Caulfield Penguins 1962–1964, Caulfield Bears 1965-1988)
- Collingwood Football Club (passati alla VFL/AFL, ma le cui riserve sono rientrate nella VFL nel 2008 come Collingwood Magpies)
- Dandenong Football Club (Redlegs 1958-1993)
- East Melbourne Football Club
- Essendon Football Club (passati alla VFL/AFL)
- Essendon Town Football Club (later Essendon Association Football Club) (the Dreadnaughts 1901–1922. Club then merged with Kangaroos Football Club|North Melbourne Football Club)
- Fitzroy Football Club (passati alla VFL/AFL)
- Footscray Football Club (passati alla VFL/AFL)
- Geelong Football Club (passati alla VFL/AFL)
- Geelong Association Football Club
- Geelong West Football Club (Roosters 1963-1988)
- Hawthorn Football Club (passati alla VFL/AFL)
- Heidelberg Football Club  (nel 1900–1902 nella seconda divisione della VFL)
- Hotham Football Club (che ha cambiato il proprio nome in North Melbourne Football Club in concorrenza con il cambio di nome del sobborgo nel 1888)
- Inglewood Football Club
- Kilsyth Football Club (Cougars VFA 1982/83/84 ora nella Eastern Football League  - EFL)
- Melbourne Football Club (passati alla VFL/AFL)
- Melbourne City Football Club
- Moorabbin Football Club (Kangaroos 1951–1964, 1983-1988)
- Mordialloc Football Club (Bloodhounds 1957-1988)
- Murray Kangaroos
- North Melbourne Football Club (passati alla VFL/AFL)
- Northcote Football Club (Brickfielders e poi Dragons)
- Oakleigh Football Club (Purple and Golds e poi Devils)
- Prahran Football Club (Two Blues 1886–1888, 1899-1959, 1960-1995)
- Richmond Football Club (passati alla VFL/AFL)
- Rochester Football Club
- St.Kilda Football Club (passati alla VFL/AFL)
- South Ballarat Football Club
- Standard Football Club
- South Melbourne Football Club (passati alla VFL/AFL)
- South Williamstown Football Club (costretti ad unirsi al Williamstown Football Club dalla VFA nel 1888)
- Sunshine Football Club (Crows 1959-1989)
- Tasmanian Devils Football Club
- Traralgon Football Club (Maroons 1996-1997)
- University Football Club
- Victoria United Football Club
- Victorian Railways Football Club
- Waverley Football Club (Panthers 1961-1988)
- West Melbourne Football Club
- Yarraville Football Club (Villains 1927–1948, Eagles 1949-1984)

## Albo d'oro
| Anno | Vincitore            | Secondo         | Terzo                | Quarto          |
| ---- | -------------------- | --------------- | -------------------- | --------------- |
| 1877 | Carlton              | Melbourne       | Hotham               | Albert Park     |
| 1878 | Geelong              | Melbourne       | Carlton              | Hotham          |
| 1879 | Geelong              | Carlton         | South Melbourne      | Melbourne       |
| 1880 | Geelong              | South Melbourne | Carlton              | Melbourne       |
| 1881 | South Melbourne      | Geelong         | Carlton              | Melbourne       |
| 1882 | Geelong              | Essendon        | South Melbourne      | Carlton         |
| 1883 | Geelong              | South Melbourne | Carlton              | Melbourne       |
| 1884 | Geelong              | Essendon        | Hotham               | South Melbourne |
| 1885 | South Melbourne      | Essendon        | Geelong              | Carlton         |
| 1886 | Geelong              | South Melbourne | Carlton              | Port Melbourne  |
| 1887 | Carlton              | Geelong         | South Melbourne      | Fitzroy         |
| 1888 | South Melbourne      | Geelong         | Williamstown         | Carlton         |
| 1889 | South Melbourne      | Carlton         | Port Melbourne       | Essendon        |
| 1890 | South Melbourne      | Carlton         | Essendon             | Fitzroy         |
| 1891 | Essendon             | Carlton         | Fitzroy              | South Melbourne |
| 1892 | Essendon             | Fitzroy         | Geelong              | Melbourne       |
| 1893 | Essendon             | Melbourne       | Geelong              | South Melbourne |
| 1894 | Essendon             | Melbourne       | South Melbourne      | Fitzroy         |
| 1895 | Fitzroy              | Geelong         | Melbourne            | Collingwood     |
| 1896 | Collingwood          | South Melbourne | Essendon             | Melbourne       |
| 1897 | Port Melbourne       | North Melbourne | Footscray            | Williamstown    |
| 1898 | Footscray            | North Melbourne | Port Melbourne       | Richmond        |
| 1899 | Footscray            | North Melbourne | Port Melbourne       | Williamstown    |
| 1900 | Footscray            | Williamstown    | Richmond             | Prahran         |
| 1901 | Port Melbourne       | Richmond        | North Melbourne      | Williamstown    |
| 1902 | Richmond             | Port Melbourne  | North Melbourne      | Williamstown    |
| 1903 | North Melbourne      | Richmond        | Footscray            | West Melbourne  |
| 1904 | North Melbourne      | Richmond        | Footscray            | Port Melbourne  |
| 1905 | Richmond             | North Melbourne | Williamstown         | Port Melbourne  |
| 1906 | West Melbourne       | Footscray       | Richmond             | North Melbourne |
| 1907 | Williamstown         | West Melbourne  | Richmond             | Footscray       |
| 1908 | Footscray            | Brunswick       | Essendon Association | Williamstown    |
| 1909 | Brunswick            | Prahran         | Essendon Association | Footscray       |
| 1910 | North Melbourne      | Brunswick       | Essendon Association | Prahran         |
| 1911 | Essendon Association | Brunswick       | North Melbourne      | Prahran         |
| 1912 | Essendon Association | Footscray       | North Melbourne      | Brunswick       |
| 1913 | Footscray            | North Melbourne | Essendon Association | Brunswick       |
| 1914 | North Melbourne      | Footscray       | Essendon Association | Williamstown    |
| 1915 | North Melbourne      | Brunswick       | Williamstown         | Port Melbourne  |

1916-17: Competizione sospesa per via del primo conflitto mondiale
| Anno | Vincitore       | Secondo         | Terzo           | Quarto         |
| ---- | --------------- | --------------- | --------------- | -------------- |
| 1918 | North Melbourne | Prahran         | Brunswick       | Port Melbourne |
| 1919 | Footscray       | North Melbourne | Brunswick       | Northcote      |
| 1920 | Footscray       | Brunswick       | North Melbourne | Port Melbourne |
| 1921 | Williamstown    | Footscray       | Port Melbourne  | Brunswick      |
| 1922 | Port Melbourne  | Footscray       | North Melbourne | Williamstown   |
| 1923 | Footscray       | Port Melbourne  | Williamstown    | Hawthorn       |
| 1924 | Footscray       | Williamstown    | Northcote       | Brunswick      |
| 1925 | Brunswick       | Port Melbourne  | Northcote       | Coburg         |
| 1926 | Coburg          | Brighton        | Northcote       | Port Melbourne |
| 1927 | Coburg          | Brighton        | Port Melbourne  | Preston        |
| 1928 | Coburg          | Port Melbourne  | Brighton        | Preston        |
| 1929 | Northcote       | Port Melbourne  | Preston         | Brunswick      |
| 1930 | Oakleigh        | Northcote       | Williamstown    | Yarraville     |
| 1931 | Oakleigh        | Northcote       | Preston         | Port Melbourne |
| 1932 | Northcote       | Coburg          | Camberwell      | Preston        |
| 1933 | Northcote       | Coburg          | Port Melbourne  | Yarraville     |
| 1934 | Northcote       | Coburg          | Preston         | Prahran        |
| 1935 | Yarraville      | Camberwell      | Northcote       | Coburg         |
| 1936 | Northcote       | Prahran         | Brunswick       | Camberwell     |
| 1937 | Prahran         | Brunswick       | Brighton        | Yarraville     |
| 1938 | Brunswick       | Brighton        | Northcote       | Prahran        |
| 1939 | Williamstown    | Brunswick       | Prahran         | Northcote      |
| 1940 | Port Melbourne  | Prahran         | Williamstown    | Preston        |
| 1941 | Port Melbourne  | Coburg          | Prahran         | Preston        |

1942-44: Competizione sospesa per via del secondo conflitto mondiale.
| Anno | Vincitore      | Secondo        | Terzo          | Quarto         |
| ---- | -------------- | -------------- | -------------- | -------------- |
| 1945 | Williamstown   | Port Melbourne | Coburg         | Camberwell     |
| 1946 | Sandringham    | Camberwell     | Williamstown   | Port Melbourne |
| 1947 | Port Melbourne | Sandringham    | Williamstown   | Prahran        |
| 1948 | Brighton       | Williamstown   | Brunswick      | Northcote      |
| 1949 | Williamstown   | Oakleigh       | Brighton       | Northcote      |
| 1950 | Oakleigh       | Port Melbourne | Brighton       | Williamstown   |
| 1951 | Prahran        | Port Melbourne | Oakleigh       | Sandringham    |
| 1952 | Oakleigh       | Port Melbourne | Coburg         | Yarraville     |
| 1953 | Port Melbourne | Yarraville     | Williamstown   | Prahran        |
| 1954 | Williamstown   | Port Melbourne | Northcote      | Moorabbin      |
| 1955 | Williamstown   | Port Melbourne | Preston        | Moorabbin      |
| 1956 | Williamstown   | Port Melbourne | Box Hill       | Brunswick      |
| 1957 | Moorabbin      | Port Melbourne | Williamstown   | Preston        |
| 1958 | Williamstown   | Moorabbin      | Port Melbourne | Box Hill       |
| 1959 | Williamstown   | Coburg         | Sandringham    | Oakleigh       |
| 1960 | Oakleigh       | Sandringham    | Williamstown   | Yarraville     |

| Anno | Divisione | Vincitore                   | Secondo                     | Terzo                     | Quarto                         |
| ---- | --------- | --------------------------- | --------------------------- | ------------------------- | ------------------------------ |
| 1961 | I II      | YARRAVILLE Northcote        | WILLIAMSTOWN Dandenong      | MOORABBIN Camberwell      | SANDRINGHAM Preston            |
| 1962 | I II      | SANDRINGHAM Dandenong       | MOORABBIN Prahran           | COBURG Preston            | WILLIAMSTOWN Box Hill          |
| 1963 | I II      | MOORABBIN Preston           | SANDRINGHAM Waverley        | YARRAVILLE Prahran        | COBURG Sunshine                |
| 1964 | I II      | PORT MELBOURNE Geelong West | WILLIAMSTOWN Sunshine       | COBURG Mordialloc         | SANDRINGHAM Brighton-Caulfield |
| 1965 | I II      | WAVERLEY Preston            | PORT MELBOURNE Mordialloc   | DANDENONG Northcote       | SANDRINGHAM Sunshine           |
| 1966 | I II      | PORT MELBOURNE Prahran      | WAVERLEY Geelong West       | PRESTON Northcote         | YARRAVILLE Sunshine            |
| 1967 | I II      | DANDENONG Oakleigh          | PORT MELBOURNE Geelong West | SANDRINGHAM Frankston     | PRESTON Sunshine               |
| 1968 | I II      | PRESTON Geelong West        | PRAHRAN Williamstown        | SANDRINGHAM Sunshine      | DANDENONG Werribee             |
| 1969 | I II      | PRESTON Williamstown        | DANDENONG Sunshine          | PORT MELBOURNE Coburg     | SANDRINGHAM Box Hill           |
| 1970 | I II      | PRAHRAN Coburg              | WILLIAMSTOWN Box Hill       | WAVERLEY Sunshine         | PORT MELBOURNE Brunswick       |
| 1971 | I II      | DANDENONG Sunshine          | PRESTON Brunswick           | SANDRINGHAM Caulfield     | OAKLEIGH Yarraville            |
| 1972 | I II      | OAKLEIGH Geelong West       | DANDENONG Caulfield         | WILLIAMSTOWN Yarraville   | PRESTON Brunswick              |
| 1973 | I II      | PRAHRAN Caulfield           | OAKLEIGH Brunswick          | DANDENONG Waverley        | PORT MELBOURNE Camberwell      |
| 1974 | I II      | PORT MELBOURNE Coburg       | OAKLEIGH Brunswick          | GEELONG WEST Waverley     | DANDENONG Camberwell           |
| 1975 | I II      | GEELONG WEST Brunswick      | DANDENONG Camberwell        | PORT MELBOURNE Sunshine   | COBURG Frankston               |
| 1976 | I II      | PORT MELBOURNE Williamstown | DANDENONG Mordialloc        | PRESTON Frankston         | CAULFIELD Northcote            |
| 1977 | I II      | PORT MELBOURNE Mordialloc   | SANDRINGHAM Yarraville      | C0BURG Camberwell         | BRUNSWICK Oakleigh             |
| 1978 | I II      | PRAHRAN Frankston           | PRESTON Camberwell          | PORT MELBOURNE Oakleigh   | DANDENONG Yarraville           |
| 1979 | I II      | COBURG Camberwell           | GEELONG WEST Oakleigh       | PORT MELBOURNE Mordialloc | PRAHRAN Williamstown           |
| 1980 | I II      | PORT MELBOURNE Brunswick    | COBURG Yarraville           | GEELONG WEST Waverley     | SANDRINGHAM Williamstown       |
| 1981 | I II      | PORT MELBOURNE Camberwell   | PRESTON Waverley            | SANDRINGHAM Mordialloc    | FRANKSTON Werribee             |
| 1982 | I II      | PORT MELBOURNE Northcote    | PRESTON Caulfield           | COBURG Oakleigh           | GEELONG WEST Brunswick         |
| 1983 | I II      | PRESTON Springvale          | GEELONG WEST Brunswick      | PORT MELBOURNE Mordialloc | SANDRINGHAM Oakleigh           |
| 1984 | I II      | PRESTON Box Hill            | FRANKSTON Oakleigh          | GEELONG WEST Brunswick    | CAMBERWELL Caulfield           |
| 1985 | I II      | SANDRINGHAM Brunswick       | WILLIAMSTOWN Oakleigh       | COBURG Sunshine           | PRESTON Caulfield              |
| 1986 | I II      | WILLIAMSTOWN Box Hill       | COBURG Sunshine             | FRANKSTON Prahran         | PRESTON Oakleigh               |
| 1987 | I II      | SPRINGVALE Prahran          | PORT MELBOURNE Waverley     | WILLIAMSTOWN Werribee     | FRANKSTON Sunshine             |
| 1988 | I II      | COBURG Oakleigh             | WILLIAMSTOWN Sunshine       | PRESTON Werribee          | PORT MELBOURNE Dandenong       |

| Anno | Vincitore       | Secondo        | Terzo      | Quarto            | Quinto          |
| ---- | --------------- | -------------- | ---------- | ----------------- | --------------- |
| 1989 | Coburg          | Williamstown   | Box Hill   | Springvale        | Frankston       |
| 1990 | Williamstown    | Springvale     | Preston    | Coburg            | Werribee        |
| 1991 | Dandenong       | Werribee       | Box Hill   | Springvale        | Port Melbourne  |
| 1992 | Sandringham     | Williamstown   | Prahran    | Box Hill          | Werribee Tigers |
| 1993 | Werribee Tigers | Port Melbourne | Springvale | Prahran           | Frankston       |
| 1994 | Sandringham     | Box Hill       | Springvale | Dandenong Redlegs | Frankston       |

La VFA cambia ufficialmente il proprio nome in VFL.
| Anno | Vincitore      | Secondo         |
| ---- | -------------- | --------------- |
| 1995 | Springvale     | Sandringham     |
| 1996 | Springvale     | Frankston       |
| 1997 | Sandringham    | Frankston       |
| 1998 | Springvale     | Werribee Tigers |
| 1999 | Springvale     | North Ballarat  |
| 2000 | Sandringham    | North Ballarat  |
| 2001 | Box Hill Hawks | Werribee Tigers |
| 2002 | Geelong        | Port Melbourne  |
| 2003 | Williamstown   | Box Hill Hawks  |
| 2004 | Sandringham    | Port Melbourne  |
| 2005 | Sandringham    | Werribee Tigers |
| 2006 | Sandringham    | Geelong         |
| 2007 | Geelong        | Coburg Tigers   |
| 2008 | North Ballarat | Port Melbourne  |